# Кнейпп, Себастьян
Себа́стьян Кнейпп (также встречается написание Кнейп, Кнайп и Кнайпп, нем. Sebastian Kneipp; 17 мая 1821[…], Штефансрид, Швабия — 17 июня 1897, Бад-Вёрисхофен, Бавария) — немецкий католический священник, прославившийся своей методикой водолечения.

## Биография
Работал ткачом, в 21 год стал изучать богословие и стал приходским священником в Вёрисхофене. В 1848 году заболел туберкулёзом, что заставило его прибегнуть к водолечению, которое он затем стал использовать и для лечения других заболевших и выработал в этой области свою систему.
Юноша принялся штудировать медицинскую литературу. Среди прочих трудов ему в 1849 году попался трактат известного в те времена врача Христофа Вильгельма Гуфеланда «Искусство продления человеческой жизни», и Кнейпп начал применять водные процедуры на себе. Наибольшего успеха он добился купанием в по-зимнему холодном Дунае. Вылечивающийся Кнейпп (к тому времени стипендиат мюнхенского Георгианиума) воодушевил заниматься водными процедурами одного студента, страдающего болезнью легких. Кнейпп начал регулярно купаться в Дунае, даже в холодное время года. Вскоре он почувствовал себя значительно лучше, а через несколько лет врачи с удивлением констатировали, что Себастьян практически здоров.
После недолгой деятельности в качестве капеллана третьего ранга в Бибербахе при Аугсбурге Кнейпп в 1854 году в Босе при Меммингене получил почетное имя «Cholerakaplan» за то, что он бесстрашно принимал участие в уходе за больными холерой. В этом же году его перевели в Аугсбург, и он получил там свой первый выговор за незаконное занятие нетрадиционной медициной. В 1855 году последовало назначение на пост духовника (исповедника) монастыря доминиканок в Вёрисхофене. Кнейпп работал в монастырской школе девочек, преподавал в Вёрисхофене и Тюркхайме, основывал школы, реформировал монастырское сельское хозяйство, писал трактаты о земледелии и пчеловодстве, консультировал крестьян, собирал и проверял действие лечебных трав. Монастырская кухня стала на многие годы купальней, в которой Кнейпп испытывал на себе обливания и ванны. В 1889 году он создал купальню (нем. Badeanstalt) со множеством искусственных водоёмов: бассейнов, ванн, дорожек, заполненных водой. Там работали профессиональные дипломированные врачи, которые обследовали пациентов, ставили им диагнозы и назначали лечение по системе Кнейпп. Помимо купания, он ввёл обёртывания, растирания, обливания, компрессы, ножные ванны, хождение по росе и пр. В целом его система содержала около двухсот процедур.
Не имея никаких теоретических наработок, Кнейпп развивал систему водолечения из ступеней точно рассчитанных температурных и водяных раздражителей, которые вызывают сильные изменения в распределении крови как у здоровых, так и у больных. Он проверял точную реакцию принимающих лечение и утверждал после этого план терапии. Много раз изменял он свою систему в сторону смягчения. Из простого лечения холодной водой (Kaltwasserkur) за три десятилетия возникла дифференцированная гидротерапия. К этому добавились применения лечебных трав для добавления в ванну, чаи или питьевой тур и определённые схемы питания для простых крестьян. Терапия и профилактика были для него равнозначны: «Что лечит болезни, может сохранить и здоровье».
Он не делал разделения между пастырской деятельностью и терапией. Многие его успешные излечения тяжёлых болезней, возможно, укреплялись верой. Он часто советовался с врачами. На популярный лад делал он доклады о своём воззрении на лечение и болезни, позже писал об этом книги (1886 «Моё водяное лечение», 1889 «Так вы должны жить», 1891 «Советы по уходу за детьми в здоровых и больных днях», «Советчик для больных и здоровых»). Поездки с докладами по разным странам Европы, пожертвования благодарных пациентов и книги принесли значительный доход. Почти 1 млн нем. марок пожертвовал Кнейпп для благотворительных целей. Он сам жил аскетически просто и не использовал ничего из доходов для себя. В последние десять лет своей жизни Кнейпп был одной из известнейших личностей Европы. Десятки тысяч ищущих здоровье из многих стран и всех слоев общества стекались в Вёрисхофен, который из крестьянской усадьбы превратился в лечебницу и получил собственный железнодорожный узел.
Не все было так просто, как могло показаться. В 1886 году вышла заметка окружного врача о вреде водолечения. Кнейппу пришлось оправдываться перед судом и духовным начальством. Но справедливость восторжествовала, Кнейпп был оправдан. В 1881 году он получил пост местного священника, в 1893 году был провозглашён папским тайным казначеем. Папа Лев XIII принял его в 1894 году на личной аудиенции. До самой смерти занимал Кнейпп свой духовный пост и посвящал себя больным людям. Он покинул этот мир 17.06.1897 в Вёрисхофене. В 1894 году двадцать пять врачей из Верисхофена организовали Общество Кнейпповских врачей. Сегодня в Германии почти 1000 врачей состоит в этом обществе.
Кнейпп напечатал переведённые на многие языки книги: «Meine Wasserkur» (Кемптен, 1887; 50 изд., 1894; русский перевод, Киев, 1893) и «So sollt ihr leben» (Кемптен, 1889; 20 изд., 1894; русский перевод, Киев, 1893), а также «Wörishofener Kneipp Kalendar» (Кемптен, 1891 и сл.), «Vorträge Wörishofen» (Кемптен, 1894).

## Моё водолечение
«Мое водолечение: средства для излечения болезней и сохранения здоровья» — первая книга Себастьяна Кнейппа, написанная в 1886 г. В «Моём водолечении» автор описывает способы оздоровления с помощью воды, целебные свойства растений, лечение заболеваний. «Мое водолечение» написано с целью передать людям познания о исцелении, приобретённые долгим опытом. Исцеление, которое не требует наличия финансов и может быть доступно всем людям. Автор не выступает против существующего направления в медицине.
- МОЕ ВОДОЛЕЧЕНИЕ Архивная копия от 20 августа 2013 на Wayback Machine испытанное в продолжение сорока лет и изложенное для лечения болезней и сохранения здоровья Севастьяном Кнейппом (священником Баварии). Перевод с тридцать четвертого немецкого издания. (Meine Wasser-Kur zur Heilung der Krankheiten und Erhaltung der Gesundheit von Sebastian Kneipp, Pfarrer in Worishofen, Bayern)

## Как надо жить
«Как надо жить: указания и советы для здоровых и больных людей, для простой и разумной жизни и естественных методов лечения» — вторая книга Себастьяна Кнейппа, написанная в 1889 г.
Книга «Как надо жить» является логичным продолжением и дополнением первой книги автора. В отличие от «Моего водолечения», во второй книге вопросы лечения и оздоровления с помощью воды затронуты лишь в общих чертах. Себастьян Кнейпп в присущей ему простой, доступной и увлекательной форме освещает следующие темы:
- гигиена тела, помещения и труда;
- оздоровление, восстановление сил, укрепление организма, закаливание;
- диетология, правильное и здоровое питание. В частности — влияние спиртных напитков, кофе и чая;
- воспитание и забота о детях;
- обучение и выбор профессии.

«Итакъ, я могу питать скромную надежду, что и эта новая книга, которая учить моихъ собратій, какъ они должны жить, если захотятъ быть здоровыми и сильными и захотятъ выростить подобныхъ себѣ, не останется безъ благодарности, со стороны человѣчества. Мое „Водолѣченіе“ научило читателей, какъ они посредствомъ примѣненія воды и простыхъ травъ могли бы опять вернуть свое потерянное здоровье, а эта новая книга научить ихъ: какъ они должны жить, питаться, спать, одѣваться и т. д., если хотятъ сохранить свое здоровье и излѣчить болѣзни». Себастьян Кнейпп.

## Память
В 1958 году снят художественный фильм режиссёра Вольфганга Либенайнера «Sebastian Kneipp — Ein großes Leben» (нем.) (в немецком прокате под названием «Sebastian Kneipp — Der Wasserdoktor»), повествующий о жизни С. Кнейппа.